# Apistobuthus pterygocercus
Apistobuthus pterygocercus je štír z čeledi Buthidae.

## Popis
Dospělí jedinci jsou žlutě zbarveni. Charakteristickým znakem je zvláštní široké rozšíření prvních tří článků metasomy. Nejvíce pak článku druhého. Štír nebývá chován, ale je velice zajímavý a to jak vzhledem tak životními projevy.

## Areál rozšíření
Vyskytuje se v Kataru, Jemenu, Spojených arabských emirátech, Kuvajtu, Ománu a Saúdské Arábii.